# Livio Piomarta (militare)
Livio Piomarta (La Spezia, 29 marzo 1908 – Oceano Atlantico, 28 ottobre 1941) è stato un ufficiale italiano, decorato di Medaglia d'oro al valor militare alla memoria nel corso della seconda guerra mondiale, oltre che di tre Medaglie d'argento e una di bronzo al valor militare.

## Biografia
Nacque a La Spezia il 29 marzo 1908 figlio di Francesco e di Pia Savi, e fu ammesso a frequentare la Regia Accademia Navale di Livorno all'età di 14 anni, divenendo guardiamarina in servizio permanente effettivo il 23 giugno 1927.
Dopo un periodo di imbarco su un incrociatore, nel 1929 fu destinato al Distaccamento Marina a Pechino (Cina) ed al suo rimpatrio frequentò a Livorno il Corso Superiore, ottenendo il brevetto di Direttore di Tiro.
Proseguì la normale carriera imbarcato su sommergibili e navi di superficie, sino alla promozione al grado di tenente di vascello, avvenuto il 1 luglio 1932, divenendo Aiutante di bandiera dell'ammiraglio di divisione, comandante della 1ª Squadra navale, Ammiraglio di Squadra Giuseppe Cantù., imbarcato sull'incrociatore Pola.
Dopo un lungo impiego presso il comando della Regia Accademia di Livorno, nel 1938 assunse il comando della cannoniera Aurora, partecipando alla rivista navale H a Napoli, in occasione della visita in Italia del cancelliere Adolf Hitler. Promosso capitano di corvetta il 17 marzo 1939, assunse consecutivamente il comando delle nuove torpediniere Climene, Andromeda e Lira.
Il 30 novembre 1939 assunse infine il comando del sommergibile Galileo Ferraris, venendo poi dislocato a Massaua, con il quale operò in missioni di guerra in Mar Rosso dopo il 10 giugno 1940. Nel marzo 1941, essendo però prossima l'evacuazione della base avanzata, minacciata di occupazione, con determinazione, audacia a grande perizia marinaresca, forzò lo Stretto di Perim e, dopo una lunga navigazione attraversando due Oceani, riparò nella base atlantica (BETASOM) di Bordeaux nel maggio seguente.
In attesa di essere assegnato al comando del nuovo sommergibile Ammiraglio Saint Bon, ancora in approntamento in alto Adriatico, rimase a disposizione a Bordeaux.
Il 30 agosto dello stesso anno assunse temporaneamente il comando del sommergibile Guglielmo Marconi dislocato a Bordeaux, sostituendo il titolare, tenente di vascello Paolo Mario Pollina, ammalatosi improvvisamente.
Il 5 ottobre 1941 il Guglielmo Marconi partì da Bordeaux, venendo quindi allertato dal comando per intercettare il convoglio inglese HG.75 (17 navi mercantili e 13 unità di scorta) salpato da Gibilterra il 22 ottobre e diretto a Liverpool. Il sommergibile Marconi tentò l'avvicinamento al convoglio nei giorni seguenti, essendo stato costituito un sbarramento di quattro battelli italiani e cinque tedeschi.
Tuttavia, nonostante le perdite inflitte al convoglio, il sommergibile Marconi fu affondato alle ore 12:33-12;40 del 28 ottobre 1941, con bombe di profondità, dopo avvistamento e contatto all'asdic, dal cacciatorpediniere britannico Duncan a 300 miglia a nord-est delle Azzorre, in latitudine 41°57’N, longitudine 21°56’W. Con il c.c. Piomarta morirono tutti gli uomini del sommergibile (altri 59 uomini) e a lui fu assegnata, con Decreto del Presidente della Repubblica del 27 maggio 1949, la Medaglia d'oro al valor militare alla memoria.

### Fonti
1. ↑  Gruppo Medaglie d'Oro al Valor Militare 1965, p. 733.
2. 1 2 3 4  Combattenti Liberazione.
3. 1 2 3  Marina Difesa.
4. ↑  Sito web del Quirinale: dettaglio decorato.
5. ↑  Determinazione 29 gennaio 1941.
6. ↑  Determinazione 25 settembre 1941 .
7. ↑  Determinazione del 26 marzo 1942.
8. ↑  Determinazione 15 aprile 1945.